# World Fair Trade Organization
Die World Fair Trade Organization (WFTO) (ehemals International Federation for Alternative Trade, IFAT; dt. Internationale Föderation für alternativen Handel) ist ein globales Netzwerk von Organisationen des Fairen Handels aus über 70 Ländern.
Die Mitglieder sind Produzenten-Kooperativen und -Vereinigungen, Export-Gesellschaften, Importeure, Einzelhändler, nationale und regionale Fair-Trade-Netzwerke und Finanzinstitutionen, die der Fair-Trade-Bewegung angehören. Die WFTO repräsentiert demnach die gesamte Handelskette, vom Produkt bis hin zum Verkauf.
Das Ziel der Organisation ist, die soziale Situation benachteiligter Produzenten zu verbessern, die Zusammenarbeit von Organisationen des fairen Handels zu fördern und sich für eine größere Gerechtigkeit im Welthandel einzusetzen.

## Geschichte
Nachdem bis in die 1980er Jahre zahlreiche kleine Initiativen fair gehandelte Produkte aus Entwicklungsländern importiert und vertrieben hatten, entstanden Ende der 1980er Jahre Zusammenschlüsse und Dachverbände des Fairen Handels. Sie sollten die Anstrengungen der einzelnen Initiativen koordinieren und ihnen eine gemeinsame Stimme geben. Dazu zählte nach der European Fair Trade Association (EFTA, 1987) und der niederländischen Organisation Max-Havelaar (1988), der ersten Initiative der Fairtrade Labelling Organizations International (FLO), auch 1989 die International Federation for Alternative Trade (IFAT). Sie hatte anfänglich 30 Mitglieder, die meisten Groß- und Einzelhändler.
Mit der zunehmenden Zahl an Organisationen, die im fairen Handel aktiv waren, wurde es in den 1970er und 1980er Jahren immer schwieriger, auf Vertrauensbasis zu handeln. Kunden fürchteten zunehmend Greenwashing. Der Druck mündete in der IFAT zur Definition von Prinzipien und Leitfäden und 1999 zu einem dreistufigen Monitoring-Prozess für registrierte Mitglieder, der aus einer Selbsteinschätzung (Self-Assessment), einer Prüfung der WFTO-Mitglieder untereinander (Peer-Review) und einer externen Verifikation bestand.
Im Jahr 2003 änderte die IFAT ihren Namen in International Fair Trade Association, sechs Jahre später in World Fair Trade Organization (WFTO).
Der Monitoring-Prozess der Organisation war mit einigen Problemen verbunden: Für den Fall, dass eine Organisation ein Self-Assessment nicht oder unvollständig ausfüllt, enthielt er keine definierten Sanktionen. Ressourcen waren laut Davenport und Low (2013) oft nicht ausreichend vorhanden, um die Einhaltung des Prozesses zu kontrollieren und zum Beispiel das Peer Review durch andere WFTO-Mitglieder durchzuführen.
Um diese Schwächen zu beheben, einen breiteren Kundenkreis außerhalb der Weltläden zu erreichen und angesichts des Erfolgs des Fairtrade-Produktsiegels der FLO, beschloss die WFTO, selbst ein Gütesiegel einzuführen. Mit diesem sollten Unternehmen, die als Ganzes nach den Prinzipien der WFTO handelten, ihre Produkte auszeichnen können. Im Jahr 2013 war auf Basis des Monitoring-Prozesses ein weiter gehendes Garantiesystem definiert mit besser prüfbaren Kriterien und Sanktionen definiert. Erste Mitgliedsunternehmen der WFTO absolvierten den Zertifizierungsprozess.
Seit der Gründung hat sich die Mitgliedsstruktur der Organisation stark gewandelt. Die Mehrzahl der knapp 400 Mitglieder kommt mittlerweile aus südlichen Ländern.

## Aktivitäten
Die Kernaktivitäten der Organisation umfassen:
- Die Marktentwicklung des Fairen Handels
- Die Vertrauensbildung in den Fairen Handel
- Bereitstellung von Vernetzungsmöglichkeiten
- Öffentliche Stellungnahme zum Thema Fairer Handel
- Regionale Zusammenarbeit mit Produzenten

Zur Marktentwicklung und Vertrauensbildung bei den Kunden entwickelt die WFTO Prinzipien, einen Unternehmensstandard und Label.
Im Unterschied zur FLO befasst sich die Organisation vor allem mit Kunsthandwerk und anderen handwerklich hergestellten Produkten und Lebensmitteln, die in kleinen Mengen hergestellt werden. Die WFTO konzentriert sich auf Standards und Zertifizierung von Unternehmen als Ganzes, die in allen Belangen nach den WFTO-Prinzipien handeln müssen. Dies unterscheidet die WFTO deutlich von der FLO, unter deren Dach vor allem in größerem Stil gehandelte Lebensmittel, wie Kaffee, Tee, Südfrüchte gehandelt und als Produkt zertifiziert werden und deren Siegelnehmer auch nicht fair gehandelte Produkte herstellen oder vermarkten können. Der Anteil von Handwerksprodukten und in kleinen Mengen produzierten Lebensmitteln ist relativ gering, im Jahr 2011 betrug er höchstens 10 % des Umsatzes im Fairen Handel.
Davenport und Low (2013) zufolge bestehen die Erfolge der Organisation in der Definition von Prinzipien des Fairen Handels und darin, gemeinsam mit den anderen Mitgliedsverbänden der FINE, die Politik auf den Fairen Handel aufmerksam gemacht zu machen. Darüber hinaus biete die WFTO ihren Mitgliedern aber wenig Mehrwert. Nach der Finanzkrise 2008 gingen Umsätze der WFTO-Mitglieder und auch die Zahl der WFTO-Mitglieder zurück, gleichzeitig sei 2011 die WFTO bis an ihre Grenzen belastet gewesen.

## Organisation
Die WFTO unterscheidet zwischen vorläufigen und registrierten Mitgliedern. Registrierte Mitglieder müssen den dreistufigen Monitoring-Prozess durchlaufen haben. Nur sie haben volle Rechte und dürfen das WFTO-Log im Geschäftsverkehr nutzen.
Mitglieder in Asien, Europa und Lateinamerika haben sich zusammengeschlossen, um regionale Vertretungsgremien zu bilden:
COFTA (Afrika)
Die Cooperation for Fair Trade in Afrika (COFTA) ist ein Netzwerk afrikanischer Produzentenorganisationen, die mit benachteiligten Kleinproduzenten arbeiten.
WFTO Asia (Asien)
WFTO Asia, die asiatische Vertretung arbeitet in 15 Ländern und umfasst 90 Organisationen. Mitgliedsländer repräsentieren vor allem den ärmsten Teil des Kontinents: Bangladesch, Kambodscha, Indien, Indonesien, Korea, Laos, Nepal, Pakistan, Philippinen, Sri Lanka, Thailand, Osttimor und Vietnam. Sie nehmen unterschiedliche Rollen im Fairen Handel ein, es sind unter anderem Produzenten, Kooperativen, Händler, NGOs, und glaubensbasierte Organisationen darunter.
WFTO Europe (Europa)
WFTO Europe, früher IFAT Europe, ist das europäische Vertretungsgremium und besteht aus rund 80 Mitgliedern, darunter Organisationen und Netzwerke des Fairen Handels und unterstützende Organisationen.
Das Netzwerk Europäischer Weltläden, engl. Network of European Worldshops, abgekürzt NEWS!, ein Zusammenschluss aller europäischen Weltläden und Mitgründer der Dachorganisation FINE, wurde 2009 in die WFTO Europe integriert.
WFTO LA (Lateinamerika)
WFTO LA – Associacion Latino Americana de Commercio Justo – besteht aus mehr als 50 Mitgliedern aus 13 lateinamerikanischen Ländern. Der Sitz ist in Areguá, Paraguay.
Daneben gibt es noch Regionalbüros in diesen vier Regionen und zusätzlich für die Region Pacific (Nordamerika und pazifischer Raum), zu der Neuseeland, Australien, Japan und Kanada gehören und für die es keinen eigenen Regionalverband gibt.
Seit ihrer Gründung hat es in der WFTO einen Trend zur Regionalisierung und Stärkung südlicher Produzentennetzwerke gegeben. Während die Zahl der Mitglieder nach der Gründung zunächst stetig stieg und sich mehr als verzehnfachte, ging sie nach der Finanzkrise 2008 in einzelnen Jahren zurück.

## Standards und Zertifizierung

### Zehn Prinzipien
Der WFTO-Standard umfasst zehn Prinzipien. Alle Mitgliedsorganisationen müssen diesen Prinzipien folgen. Zu jedem Prinzip definiert der Standard für die verschiedenen Organisationen – Produzenten, Handelsorganisationen oder sonstige Nicht-Handelsorganisationen – eine Reihe von einzuhaltenden Kriterien. Das WFTO-Garantiesystem soll die Einhaltung der Kriterien durch Selbsteinschätzung, Besuche anderer WFTO-Organisationen und externe Audits sicherstellen.
Die zehn Prinzipien sind:
1. das Schaffen von Chancen für wirtschaftlich benachteiligte Produzenten
2. Transparenz und Verantwortlichkeit
3. Partnerschaftliche Handelspraktiken
4. Zahlung fairer Preise
5. Ausschluss von ausbeuterischer Kinderarbeit und Zwangsarbeit
6. Geschlechtergleichheit, Versammlungsfreiheit, keine Diskriminierung
7. die Sicherstellung guter Arbeitsbedingungen
8. Unterstützung beim Aufbau von Handlungskompetenz und Wissen („Capacity Building“)
9. Öffentlichkeits- und Bildungsarbeit für den fairen Handel
10. Umweltschutz

Die Organisation definiert selbst keine Mindestpreise für einzelne Produkte. Die Kriterien fordern von den Mitgliedern einen transparenten, verifizierbaren Prozess, der Kosten und Gewinnmargen offenlegt und auf den sich die Handelspartner einigen. Marktpreise und Fairtrade-Minimumpreise sind zu berücksichtigen. Produzenten sollen einen Preis erhalten, der einen „tragfähigen Lebensunterhalt“ ermöglicht. Beschäftigte müssen mindestens den örtlichen Mindestlohn oder Marktlohn erhalten, je nachdem, welcher höher ist. Ein die Lebenshaltungskosten deckender Lohn ist anzustreben.

### WFTO-Label

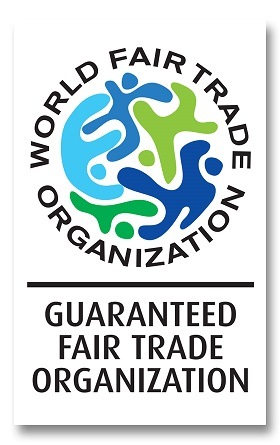
WFTO-Label

Mitglieder der WFTO, die sich durch das eigenständige Monitoringsystem der WFTO überprüfen lassen, können ihre Produkte seit 2013 mit dem Label "WFTO Guaranteed Fair Trade" auszeichnen. Firmen, die dieses Label nutzen, erfüllen die zehn Prinzipien für fairen Handel.
Das sogenannte „WFTO Guarantee System“ wurde unter anderem deshalb entwickelt, weil das verbreitete Fairtrade-Zertifizierungssystem der FLO International nur für einzelne Produkte definiert ist und nur Produzenten sogenannter Commodity-Produkte (Rohstoffe, vor allem in größerem Stil hergestellte Lebensmittel) miteinbezieht. Im Kunsthandwerk sind dagegen Produktstandards aufgrund der Vielfältigkeit und Komplexität technisch schwierig zu definieren und umzusetzen. Das WFTO-System soll hier eine Alternative bieten, indem es die Unternehmen des Fairen Handels selbst zertifiziert. Im Gegensatz zum Fairtrade-Siegel der FLO International ist das WFTO-Label also kein reines Produktsiegel. Es soll stattdessen Organisationen auszeichnen, deren Kerngeschäft der Faire Handel ist. Wenn es die regelmäßigen Überprüfungen besteht, kann das Unternehmen das Label auf all seinen Produkten verwenden.
Im Jahr 2013 durchliefen zehn Organisationen im Rahmen eines Pilotprojekts den Zertifizierungsprozess:
- Pachacuti (GB)
- People Tree (GB and Japan)
- Ayni (Bolivien)
- El Puente (Deutschland)
- Kumbeswar Technical college (Nepal)
- ATS (Nepal)
- Selyn (Sri Lanka)
- Creative Handicrafts (Indien)
- Thanapara Swallows (Bangladesch)
- Smolart (Kenia)

Nach und nach sollen alle Mitglieder diesen Prozess durchlaufen. Sie haben dann die Möglichkeit, das WFTO-Label zu erhalten.